# Tillandsia limae
Tillandsia limae är en gräsväxtart som beskrevs av Lyman Bradford Smith. Tillandsia limae ingår i släktet Tillandsia och familjen Bromeliaceae. Inga underarter finns listade i Catalogue of Life.